# Мантсинсаари
Мантсинсаари (фин. Mantsinsaari) — остров у северо-восточного побережья Ладожского озера на территории Питкярантского района Республики Карелия.

## Общие сведения
Мантсинсаари расположен вблизи материка, между крупными островами Лункулансаари и Валаам. Вблизи Мантсинсаари находится несколько мелких островов, один из самых известных — Ряпой, в 7 километрах.
Длина Мантсинсаари составляет 14,5 километра и около четырёх километров в ширину. Точки острова высотой от 17 до 30 метров над поверхностью Ладожского озера являются самыми высокими. Раньше существовала паромная переправа на остров, ныне не существующая.
На острове расположена деревня Острова Мантсинсаари.

## История
На острове Мантсинсаари с 1882 года был собственный православный приход (1350 прихожан в 1939 году). Туда была перевезена и отремонтирована старая деревянная церковь из Кирккойоки. Она стояла на высоком холме в деревне Пелтойнен (фин. Peltoinen, лив.-карел. Peldoine). В 1910-е годы здесь служил диаконом священномученик Пётр Шмарин.
После октябрьской революции остров принадлежал Финляндии и был частью муниципалитета Салми. На острове располагались три крупных населённых пункта с общей численностью населения в 1939 году — 1550 человек: Пелтойнен (фин. Peltoinen), Оритселькя (фин. Oritselkä) и Тюэмпяйнен (фин. Työmpäinen). Для сообщения с материком служила паромная переправа. Расстояние до материка составляет 1120 метров. Кроме того, летом были регулярные рейсы лодки к Салми, Питкяранте, Сортавале и Валааму.
Основная часть людей жила в селе Пелтойнен (фин. Peltoinen) на севере острова — 815 человек (по состоянию на 1939 год), около 170 домов. Село состояло из нескольких деревень: Суонкюля (фин. Suonkylä), Пейпосенкюля (фин. Peiposenkylä), Сауккасенкюля (фин. Saukkasenkylä), Сейлола (фин. Seilola) и Хилоила (фин. Hiloila). Жители зарабатывали на жизнь сельским хозяйством и рыболовством. В Пелтойнене было почти 700 гектаров пахотных земель. Кроме церкви, здесь находились: больница, два магазина, почта, лоцманская станция, две начальных школы, а также несколько мельниц.
В центре острова на подковообразном хребте располагалась деревня Оритселькя (фин. Oritselkä) — 310 жителей (по состоянию на 1939 год), около 56 домов. Со стороны Ладоги представляла собой одно большое поле, простиравшееся до самого берега, а восточная сторона была болотом, которое в предвоенные годы было осушено государством. Жители зарабатывали себе на жизнь почти исключительно рыболовством, как летом, так и зимой. Однако в Оритселькя также было около 216 гектаров возделываемых полей. В деревне имелась молитвенная комната, магазин, ветряная мельница, а также береговая артиллерийская батарея (два 152-мм орудия Канэ-45) и казармы Хяркямяки (фин. Härkämäki). Всемирно известной уроженкой деревни является художница по текстилю Ойли Мяки (Ольга Мурун).
В самом южном посёлке острова — Тюэмпяйнен (фин. Työmpäinen) — проживало более 400 жителей (по состоянию на 1939 год), около 50 домов. Основным занятием жителей было земледелие и рыболовство. К этому посёлку относилась также деревня Терола (фин. Terola). Площадь пахотных земель составляла 270 гектаров, а леса — 875 гектаров. Здесь имелись: лоцманская станция и наблюдательный пункт морской обороны, две начальных школы, кооперативный банк, две молитвенные комнаты. К посёлку также относились два маяка на близлежащих островах: Сирница (фин. Sirnitsä) и Хейнялуото (фин. Heinäluoto).
Территория острова перешла к СССР в 1940 году после Зимней войны. В ходе войны 20 января 1940 года после интенсивного обстрела деревни Пелтойнен с материка, церковь полностью сгорела.
В ходе Советско-финской войны, 26 июля 1941 года советский десант произвёл высадку на остров, закончившуюся неудачей с большими потерями. Остров оставался в руках финских войск до окончания боевых действий в 1944 году. По словам сотрудника краеведческого музея Питкярантского района Геннадий Стахно:

Для финнов Мантсинсаари стал чем-то вроде нашей Брестской крепости. Он не был отдан врагу, то есть нам, ни во время советско-финской войны, ни во время Великой Отечественной. Советские войска уже ушли далеко на север, а взять Мантсинсаари так и не удавалось. На нём были сосредоточены серьёзные силы финнов. Дальнобойные орудия, расположенные на острове, били по знаменитой дороге жизни. Дважды на Мантсинсаари высаживался советский десант, но безуспешно. <…>. Остров финны нам отдали лишь в порядке общей капитуляции.

Вместе с капитуляцией с острова ушли и мирные жители, после чего остров был заселён спецпоселенцами. По словам местного жителя Алексея Клюни:

Сюда направляли спецпереселенцев. В основном тех, кто не выполнял нормы по трудодням. Русские, белорусы, хохлы, татары, карелы, киргизы, эстонцы, литовцы, немцы, евреи. Даже финны были, только уже наши, советские финны.

Население острова начало стремительно уменьшаться с приходом к власти Хрущёва, когда стало возможно переселяться в другие места. Второй удар по острову пришёлся в 1970-е — во время кампании по укрупнению деревень. На Мантсинсаари закрыли школу, а сельсовет перевели за 20 километров, в село Салми. Островные посёлки опустели один за другим. Уже к середине 1980-х на острове оставалось всего 4 человека.